# Televisión Universidad de Concepción
Televisión Universidad de Concepción sau TVU este un canal local de televiziune situat în orașul Concepción, regiunea Biobío, Chile, lansat pe 4 aprilie 1997. Programele sunt difuzate în limba spaniolă.

## Slogan
- 1997 - 2001: Junto a usted cada día
- 2001 - 2003: La nueva imágen del sur
- 2004: ¡Ese es mi canal!
- 2005 - 2007: Te sorprende

## Logos

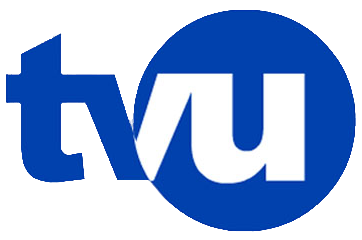
2002-2016
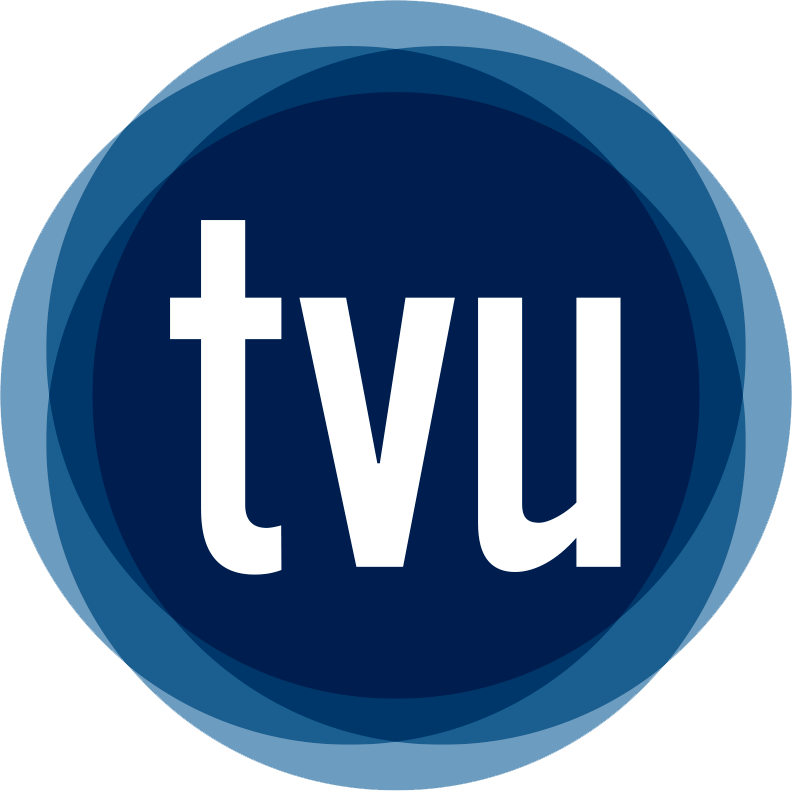
2016-2021
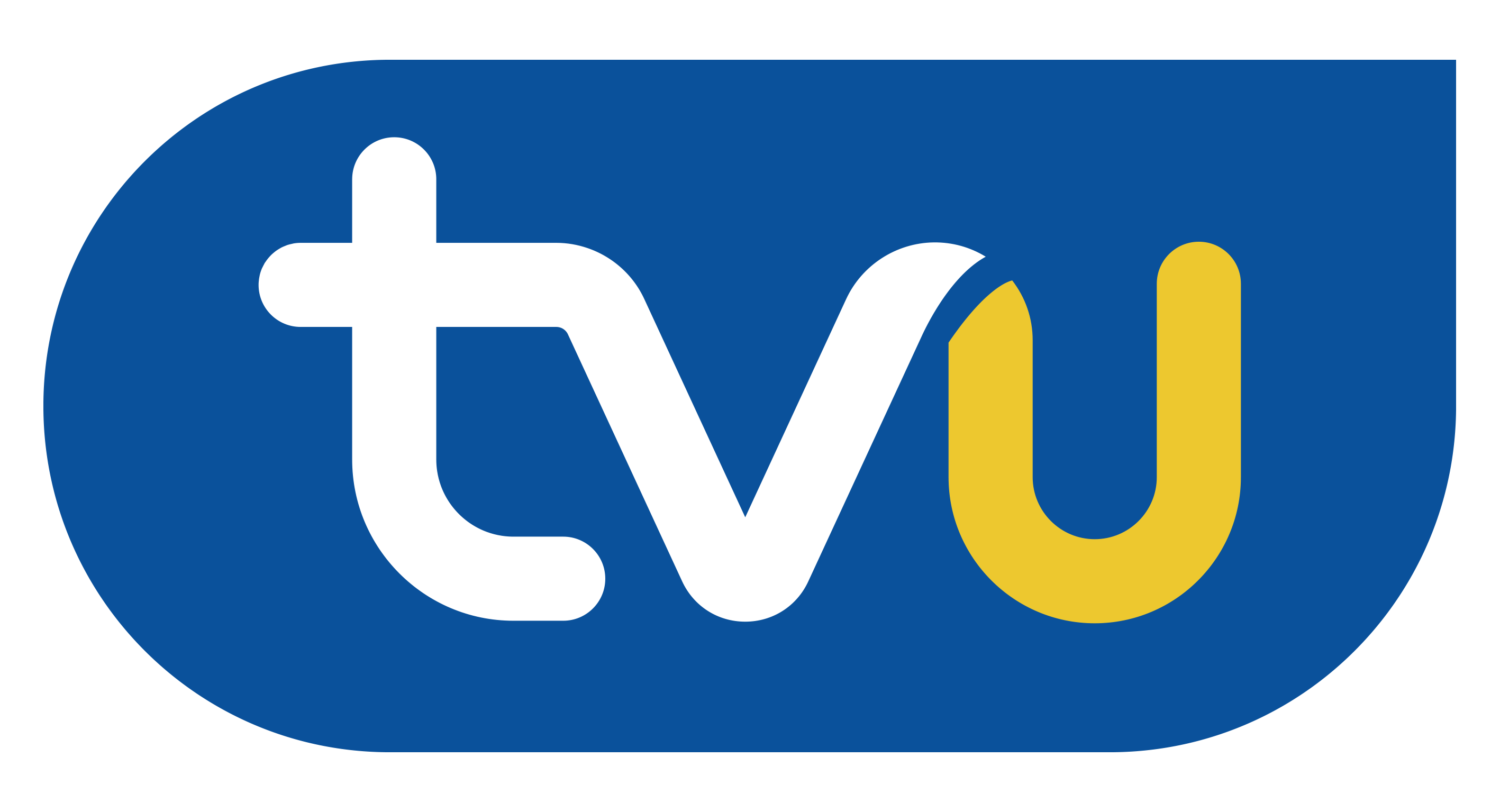
2021-acum